# 尼古拉斯·克尼普費爾
尼古拉斯·克尼普費爾（Nikolaus Knüpfer）是荷蘭黃金時代的油畫家。

## 生平
尼古拉斯·克尼普費爾在萊比錫接受培訓，據霍布拉肯稱，他曾師從伊曼紐爾·尼森。隨後，他搬到馬格德堡，為藝術家製作畫筆。他在那裡待到1630年，之後搬到烏得勒支與亞伯拉罕·布盧馬特一起工作。他與布洛馬特同住兩年，之後在烏特勒支建立了自己的工作室。 1637年，他成為聖路加行會的客座會員。他參與了丹麥克倫堡宮的裝飾工作，並為揚·博斯和揚·巴普蒂斯特·維尼克斯的風景畫繪製人物。

## 影響
克努普弗是一位成功的教師，他的學生有些後來成為偉大的畫家，如揚·斯滕、加布里埃爾·梅曲、阿里·德·沃伊斯和彼得·克林斯·沃爾馬林。